# El Grupo
El Grupo är en grupp som spelar tung improviserad jazz/rock/fusion bestående av: 
- Steve Lukather – gitarr, sång
- Steve Weingart – keyboard
- Oskar Cartaya – basgitarr
- Joey Heredia – trummor, slagverk

## Diskografi
- 2005 – El Grupo Live